# Fontitrygon margaritella
Fontitrygon margaritella ist eine Stechrochenart und lebt vor den Küsten von Westafrika.

## Merkmale
Fontitrygon margaritella hat eine runde und vergleichsweise dünne Brustflossen-Scheibe, die etwa so breit wie lang ist und Breiten bis zu 30 cm bei Gesamtgewichten bis zu einem Kilo erreicht. Die Spitze der schmalen Schnauze ragt deutlich über das Scheibenrund hinaus. Die Augen werden von etwa gleich großen Spritzlöchern gefolgt. Auf der Mitte des Rückens befindet sich ein Dorn, dessen Spitze mit einer ovalen Perle abschließt, von der sich der Name der Art herleitet (lat. margaritella = kleine Perle). Der Schwanz trägt oben in der Regel einen einzelnen, manchmal aber auch mehrere Giftstachel. An seiner Basis ist der Schwanz breit und flach, hinter dem Stachel wird er dünn und peitschenartig. Die Färbung der Scheibenoberseite ist graubraun, die der Unterseite vollständig weiß.

## Lebensweise
Der Rochen lebt im Ostatlantik zwischen Ras Nouadhibou und Angola über bevorzugt sandigem Boden in küstennahem Flachwasser. Zum Teil wird er auch in Lagunen und Flussmündungen gefunden und dringt gelegentlich in den Unterlauf des Kongo vor. Über seine Ernährung ist praktisch nichts bekannt. Er ist ovovivipar mit Würfen von ein bis drei Jungtieren.
Von Küstenfischern wird er mit der Langleine, Baumkurren und Dreiwandnetzen gefischt und frisch, geräuchert, getrocknet oder eingesalzen für den menschlichen Verzehr verkauft. Wie auch Fontitrygon margarita wäre er wahrscheinlich als gefährdet anzusehen, wenn er auch wegen seiner geringeren Größe seltener gezielt befischt wird. Wegen der häufigen Verwechslung mit diesem liegen aber keine verlässlichen Fang- und Bestandszahlen vor und er wird von der IUCN mit DD (Daten Defizit) eingestuft.

## Systematik
Die Rochenart wurde im Jahr 1984 unter der wissenschaftlichen Bezeichnung Dasyatis margaritella beschrieben. Bei einer Mitte 2016 erfolgten Revision der Dasyatidae wurde die Art in die neu eingeführte Gattung Fontitrygon gestellt.